# ETTU Europe Trophy
L' ETTU Europe Trophy ou l'Europe Trophy est une compétition européenne de tennis de table mettant aux prises des clubs européens. Elle est l'équivalent de la Ligue Conférence de l'UEFA au football (3eme niveau), se disputant dans l'ombre de la Ligue de Champions et de la Coupe d'Europe ETTU. Cette coupe est organisée par l'European Table Tennis Union depuis 2021.

## Organisation
La compétiton se déroule en 2 phases :
- Une phase régionale où les équipes qualifiés s'affrontent par région
- La grande finale :  Les huit meilleurs équipes s'affrontent dans un tableau de phase finale dans un lieu unique sur 3 jours.

## Histoire
- Le Tesla Batteries Havířov remporte la première édition de l'ETTU Europe Trophy chez les messieurs.
- Le Panathinaikos remporte lui la première édition de l'ETTU Europe Trophy chez les dames.

## Palmarès

### Compétition messieurs
| Saison | Lieu        | Vainqueur               | Equipe championne                                                         | Finaliste                 |
| ------ | ----------- | ----------------------- | ------------------------------------------------------------------------- | ------------------------- |
| 2025   | Herceg Novi | STK "Novi"              | Tomislav Pucar, Aleksandr Khanin, Enio Mendes                             | MSK Čadca                 |
| 2024,  | Beočin      | Panathinaikos           | Emmanuel Lebesson, Konstantinos Angelakis, Konstantinos Konstantinopoulos | Arteal Tenis De Mesa      |
| 2023,  | Le Pirée    | Olympiakós              | Tomislav Pucar, Andrej Gacina, Anastasios Riniotis                        | GP Orlicz 1924 Suchedniów |
| 2022   | Havirov     | Tesla Batteries Havířov | Zokhid Kenjaev, Jan Valenta, Petr David                                   | Arteal Tenis De Mesa      |

### Compétition dames
| Saison | Lieu        | Vainqueur      | Equipe championne                           | Finaliste                        |
| ------ | ----------- | -------------- | ------------------------------------------- | -------------------------------- |
| 2025   | Herceg Novi | STK Aquaestil  | Xue Han Vukelja, Sofiia SHEREDEHA, Amy Wang | Josip Kolumbo                    |
| 2024   | Beočin      | Dr. Časl       | Xia Lian Ni, Ho Ching Lee, Dorina SREBRNJAK | Pongiste Lyssois Lille Métropole |
| 2023   | Mirandela   | Joué-lès-Tours | Audrey Zarif, LI He, Nolwenn Fort           | SARISES Flórinas                 |
| 2022   | Havirov     | Panathinaikos  |                                             | Moravský Krumlov                 |

## Coupes d'Europe
- Ligue des champions
- Coupe d'Europe ETTU
- Ancienne Coupe des Clubs Champions